# Tour Championship de 2024
El Tour de Championship de 2024 (conocido en inglés como 2024 Tour Championship) es un torneo de snooker, profesional y de ranking, que se celebrará en la ciudad inglesa de Mánchester entre el 1 y el 7 de abril. Será la sexta edición del Tour Championship, que se celebró por primera vez en 2019, y la última de las tres citas que conforman la Players Series. Shaun Murphy, que se impuso a Kyren Wilson en la final de 2023, defenderá el título.